# Ріау (провінція)
Ріау (індонез. Riau) — провінція Індонезії, що знаходиться на сході центральної частини Суматри та межує з Джамбі на півдні, Західною Суматрою на заході, Північною Суматрою на півночі.
Крім основної території на острові Суматра, провінція Ріау включає менші острови Рупат, Бенкаліс, Паданг, Рантау, Рансанг, розташовані в Малаккській протоці біля узбережжя головного острова.
До 2002 року провінція Ріау також включала острови Ріау, архіпелаг, відділений від Суматри протокою Бергала. Тепер це окрема провінція.

## Історія
Цей регіон був складовою частиною буддійської імперії Шривіджая (VII—XIV ст.) зі столицею в Палембанзі та служив плацдармом для завоювання держав на Малайському півострові. Індуїстська імперія Маджапагіт зі східної Яви встановила панування над цим регіоном після падіння Шривіджаї в XIV ст. Потім, після розпаду імперії Маджапагіт в XVI ст., тут було засновано декілька мусульманських держав.
У 1596 р. сюди прийшли голландці, а згодом до них додалися й британці. Конкуренція між ними й часті атаки морських піратів негативно вплинули на регіон, який до кінця XVIII ст. опинився під контролем голландців. Після періоду японської окупації (1942—1945) під час Другої світової війни Ріау приєдналася до новоствореної Республіки Індонезія в 1950 р.

## Географія
Плато Батак та плоскогір'я Паданг, що є частиною гір Барісан, розташовані вздовж західного кордону провінції й спільно утворюють її гірську частину. Далі на північ висунуті гори Тіґапулу із середньою висотою 726 метрів над рівнем моря.
Річки Рокан, Тапунг, Сіак, Кампар і Індраґірі течуть з гір на схід до Малаккської протоки. Вони живлять пояс боліт, що простягається максимум на 240 км від узбережжя. Болота також займають більшу частину островів Рупат і Бенкаліс.
Регіон залежить від періодичних повеней, а узбережжя розрізане глибокими лиманами.
Болотна рослинність складається з осоки, пандана, ротанга, папоротей. Густі хащі бамбука в багатьох місцях межують з болотами. Лимани вкриті мангровим лісом.

## Адміністративний поділ

Мапа провінції Ріау

До складу провінції входять 10 округів та 2 муніципалітети (міста):
| Назва                                        | Площа, км² | Населення, осіб (2010, перепис) | Адміністративний центр                           |
| -------------------------------------------- | ---------- | ------------------------------- | ------------------------------------------------ |
| Куантан-Сингінгі (індонез. Kuantan Singingi) | 5 259,36   | 292 116                         | Телуккуантан (індонез. Teluk Kuantan)            |
| Верхнє Індраґірі (індонез. Indragiri Hulu)   | 7 723,80   | 363 442                         | Ренгат (індонез. Rengat)                         |
| Нижнє Індраґірі (індонез. Indragiri Hilir)   | 12 614,78  | 661 779                         | Тамбілаган (індонез. Tembilahan)                 |
| Пелалаван (індонез. Pelalawan)               | 12 758,45  | 301 829                         | Панкалан-Керінчі (індонез. Pangkalan Kerinci)    |
| Сіак (індонез. Siak)                         | 8 275,18   | 376 742                         | Сіак-Срі-Індрапура (індонез. Siak Sri Indrapura) |
| Кампар (індонез. Kampar)                     | 10 983,47  | 688 204                         | Банкінанг (індонез. Bangkinang)                  |
| Верхній Рокан (індонез. Rokan Hulu)          | 7 588,13   | 474 843                         | Пасірпенгараян (індонез. Pasir Pengaraian)       |
| Бенкаліс (індонез. Bengkalis)                | 6 975,41   | 498 336                         | Бенкаліс (індонез. Bengkalis)                    |
| Нижній Рокан (індонез. Rokan Hilir)          | 8 881,59   | 553 216                         | Баґансіапіапі (індонез. Bagansiapiapi)           |
| Острови Меранті (індонез. Kepulauan Meranti) | 3 707,84   | 176 290                         | Селатпанджанг (індонез. Selatpanjang)            |
| місто Пеканбару (індонез. Kota Pekanbaru)    | 632,27     | 897 767                         |                                                  |
| місто Думай (індонез. Kota Dumai)            | 1 623,38   | 253 803                         |                                                  |
| Провінція Ріау                               | 87 023,66  | 5 538 367                       | Пеканбару (індонез. Kota Pekanbaru)              |

## Економіка
Землеробство — головне заняття місцевих жителів. Тут вирощують рис, кукурудзу, маніок, сою, копру, природні барвники і перець. В Ріау також займаються заготівлею й транспортуванням лісу та рибальством. Наймасштабніша галузь промисловості — видобування та переробка нафти. Інші галузі — виробництво харчових продуктів, паперу та різьблених виробів із дерева.
Значна частина внутрішніх перевезень здійснюється річками. Мережа автомобільних шляхів обмежена в основному районом Пеканбару. У Пеканбару діє міжнародний аеропорт.

## Населення
Етнічний склад населення провінції Ріау, за даними перепису населення 2010 року, був таким:
| Народи      | Чисельність | Доля в населенні |
| ----------- | ----------- | ---------------- |
| Малайці     | 1 828 815   | 33,20 %          |
| Яванці      | 1 608 268   | 29,20 %          |
| Батаки      | 691 399     | 12,55 %          |
| Мінангкабау | 676 948     | 12,29 %          |
| Банджари    | 227 239     | 4,13 %           |
| Буги        | 107 159     | 1,95 %           |
| Китайці     | 101 864     | 1,85 %           |
| Сунданці    | 77 932      | 1,41 %           |
| Ніасці      | 71 537      | 1,30 %           |
| Інші        | 116 681     | 2,12 %           |
| Всього      | 5 507 842   | 100,00 %         |

Найбільшою етнічною групою Ріау є малайці, представлені тут своєю місцевою локальною групою ріау-малайці. Вони розселені у прибережних східних районах провінції. На заході, в округах Верхній Рокан, Кампар, Куантан-Сингінгі та частково Верхнє Індраґірі живуть мінангкабау; ці землі межують з провінцією Західна Суматра, де розташований основний етнічний масив цього народу. В окрузі Верхній Рокан живуть також батаки-мандайлінги. Банджари та буги прибули в Ріау в XIX ст., відповідно з південного Калімантану та південного Сулавесі. Після відкриття в 40-х роках XX ст. нафтових родовищ на територію Ріау стали прибувати мігранти з інших районів Індонезії: яванці, сунданці, батаки та ін. Китайці та багато мінангкабау є міськими жителями.
У віддалених внутрішніх районах та на узбережжі річок і моря живуть окремі племінні групи населення: сакаї, акіти, таланг-мамаки, оранг-лаути, дуани.
Більшість населення провінції Ріау становлять мусульмани-суніти. За даними перепису населення 2010 року їх тут проживало 4 872 873 особи (88,0 % населення); далі йшли християни — 529 078 осіб (9,6 % населення) та буддисти — 114 332 особи (2,1 % населення).